# Chet Baker
Chesney Henry "Chet" Baker Jr. (født 23. december 1929 i Yale, Oklahoma, USA - død 13. maj 1988 i Amsterdam, Holland) var en amerikansk trompetist og sanger.
Fik sit gennembrud som medlem af Gerry Mulligans kvartet i 1952-53, og ledede herefter egne små grupper resten af sit liv, afbrudt af perioder med inaktivitet og fængselsophold på grund af narkotikaproblemer.
Han tilførte jazztrompetspillet en meget personlig lyrisk dimension, som specielt i årene efter 1975, trods en undertiden svigtende oplagthed og instrumental usikkerhed, fik hans spil til at fremstå blottet for udvendighed og popularitets-anglen og præget af fordybelse i det mellemregister, han foretrak. Han døde efter et fald fra et hotelvindue i Amsterdam, Holland d. 13 maj 1988.
Lange europaophold gjorde ham til en værdsat og konstant turnerende kunstner her. I USA blev han for alvor genopdaget efter sin død.

## Død
Tidligt 13. maj 1988 blev Baker fundet død på gaden under sit værelse i Hotel Prins Hendrik, Amsterdam, med alvorlige sår i hovedet, tilsyneladende faldet fra vinduet på anden etage. Heroin og kokain blev fundet på hans værelse og i hans krop. Der blev ikke fundet noget bevis for en kamp, og døden blev regnet for en ulykke. Ifølge en anden gæst låste han sig utilsigtet ud af sit værelse og faldt, mens han forsøgte at krydse fra balkonen i det ledige tilstødende rum til sit eget. En platte blev anbragt uden for hotellet til hans minde. Baker er begravet på Inglewood Park Cemetery i Californien ved siden af sin far.